# ウィリアム・S・ギルバート

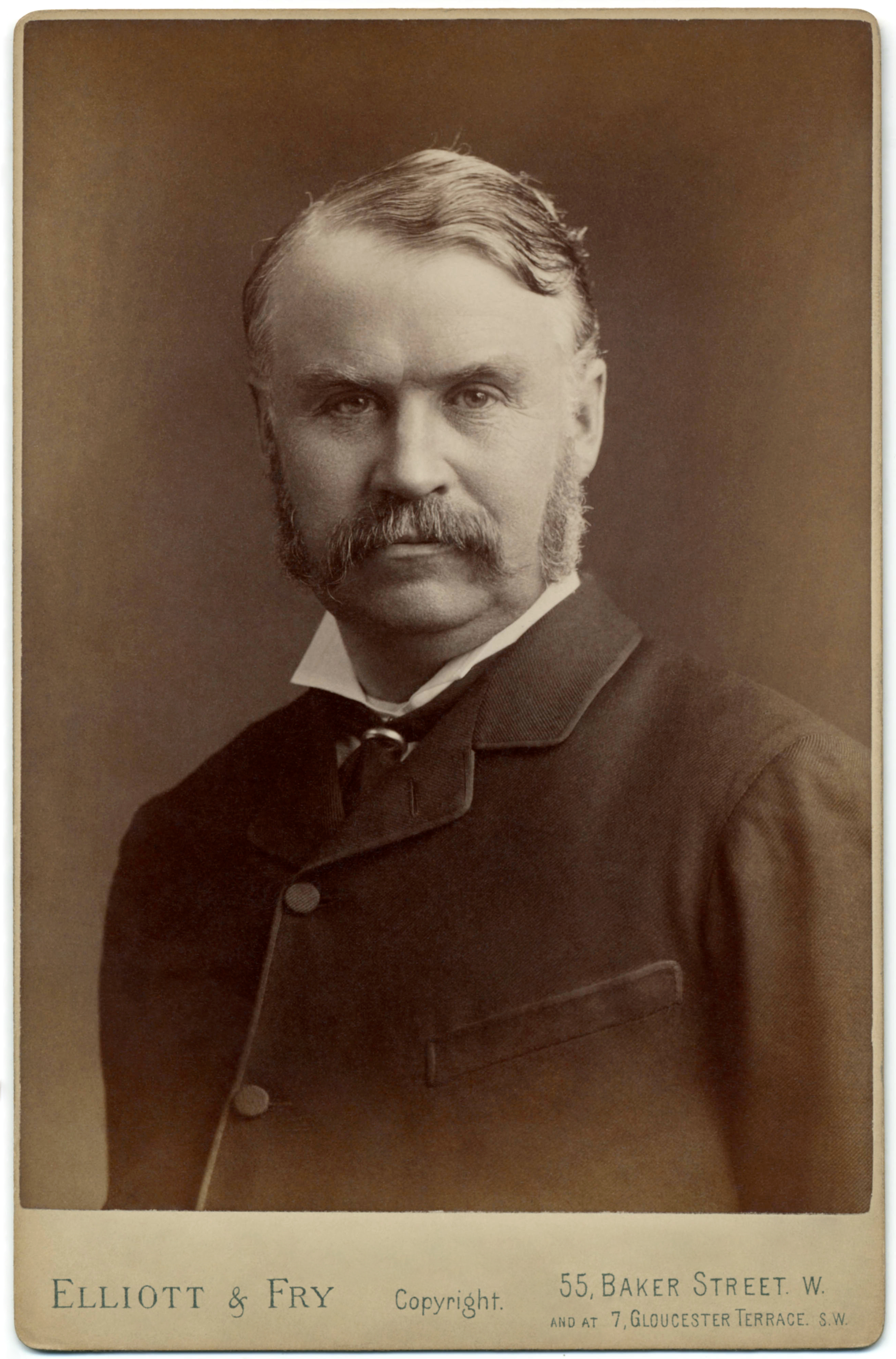
W・S・ギルバート

ウィリアム・シュベンク・ギルバート（英: William Schwenck Gilbert、1836年11月18日 - 1911年5月29日）は、イギリスの劇作家、リブレット作者、詩人、イラストレーターであり、作曲家アーサー・サリヴァンとの共作になる14の喜歌劇（サヴォイ・オペラと呼ばれた）で良く知られている。その中でも有名なのが『軍艦ピナフォア』、『ペンザンスの海賊』であり、歌劇場の歴史でも最も多く公演された作品の1つが『ミカド』である。これらの作品やその他幾つかのサヴォイ・オペラは英語圏の歌劇団、レパートリー劇団、学校、コミュニティ劇団といった枠を超えて度々演じられ続けている。これら作品の台詞は英語の一部となっており、例えば「素早く厳しい罰」、「何、一度も無い？それではほとんど無い！」や、「犯罪に罰を合させよう」がある。
ギルバートは『バブ・バラーズ』という軽妙な詩の広範な詩集に、自作のコミカルな絵を添えた作品も書いた。その作品には75以上の劇と喜歌劇、多くの物語、詩、歌詞、コミックやシリアスなものがあった。その劇とト書きの現実主義的スタイルは、オスカー・ワイルドやジョージ・バーナード・ショーなど他の劇作家に影響を与えた。「ケンブリッジ英米文学史」に拠れば、ギルバートの「抒情的な腕前と韻律に精通していたことが、喜歌劇の詩的な質を以前には到達されていなかった、さらにそれ以後も到達できていない地位に上げた」としている。

## 生い立ちと初期の経歴

### 生い立ち
ギルバートは1836年11月18日にロンドンのストランド、サウサンプトン通り17で生まれた。父もウィリアムという名であり（1804年-1890年）、短期間海軍軍医を務め、後には小説や短編小説の作家となり、その作品の幾つかは息子によって解説されている。母はトマス・モリスの娘アン・メアリー・バイ・モリス（1812年-1888年）であり、薬剤師だった。両親ともによそよそしく厳格であり、ギルバートはそのどちらとも特に親密な関係を持てなかった。両親は次第に喧嘩が激しくなり、1876年に破綻が来た後、ギルバートの両親、特に母との関係はよりぎすぎすしたものになった。ギルバートには妹が3人おり、その内2人は家族で旅していた間に生まれたのでイングランド生まれではなかった。ジェイン・モリス（1838年イタリアのミラノ生まれ - 1906年）は、細密画家のアルフレッド・ウェイガルと結婚した。アン・モード（1845年-1932年）とメアリー・フローレンス（1843年フランスのブーローニュ生まれ - 1911年）はどちらも結婚しなかった。ギルバートは赤ん坊の頃に「バブ」と呼ばれ、その後父の名付け親に因んで「シュベンク」と呼ばれるようになった。
ギルバートが子供の頃の1838年に両親とイタリアに、さらにフランスに2年間旅し、ロンドンに戻って落ち着いたのは1847年になっていた。7歳からフランスのブーローニュで教育を受け（後に日記をフランス語で書いていたので、従僕はそれを読めなかった）、その後ロンドンのブロンプトンにあったウェスタン・グラマースクールで学び、さらにグレート・イーリング・スクールに進んだ。そこでは代表生徒となり、学校劇の戯曲を書き、景色の絵を描いた。その後キングス・カレッジ・ロンドンに進学して、1856年に卒業した。陸軍砲兵隊の任官を得る試験を受けるつもりだったが、クリミア戦争（1853年-1856年）が終わっていたので、新兵はほとんど必要とされず、ギルバートが得られる任官は歩兵連隊のものに過ぎなかった。その代わりに行政職に就くことになった。4年間枢密院事務所の事務官補を務め、その職を憎むようになった。1859年、イギリス防衛のために結成された暫定志願兵部隊である民兵隊に加わり、それを1878年まで務め（その間に著作や他の仕事をした）、大尉の位まで昇進した。1863年、300ポンドの遺産を受け取り、それで行政職を離れ、短期間法廷弁護士を務めたが（既に学生としてインナー・テンプルに入っていた）、この法律実務は1年間平均5人の客しか付かず成功しなかった。

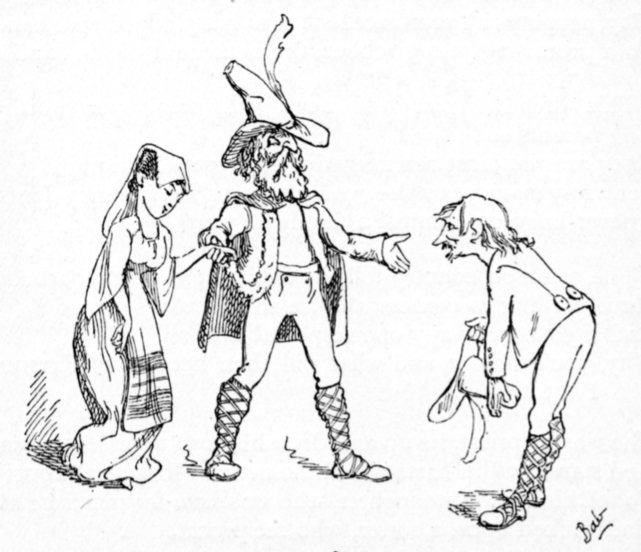
バブ・バラードの『優しいアリス・ブラウン』にギルバートが描いた挿絵

ギルバートは1861年から収入を補うために、様々な物語、喜劇の吹き出し、グロテスクな挿絵、演劇評論（多くは評論される劇のパロディという形態で書かれた）を書き、「バブ」（子供時代の呼び名）というペンネームで、コミック雑誌数誌のための挿絵入り詩を書いた。雑誌は主に、1861年にヘンリー・J・バイロンが始めた「ファン」だった。ロンドン社交界のティンズリーの雑誌である「コーンヒル・マガジン」や「テンプル・バー」などに物語、記事、評論を掲載した。さらに「ランバリッド・ルッス」のロンドン特派員となり、「イラストレイテッド・ロンドン・タイムズ」には劇評を書いた。1860年代、トム・フッドのクリスマス年刊誌「サタデーナイト」、「コミック・ニューズ」、「サベージ・クラブ・ペーパーズ」にも投稿した。1870年には「オブザーバー紙がギルバートを従軍特派員としてフランスに派遣して、普仏戦争の報告をさせた。

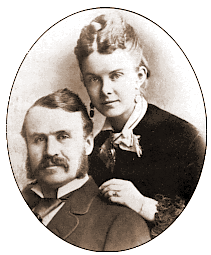
ギルバートと妻のルーシー、1867年

ギルバートがユーモアを入れて作った詩は大きな人気を博し、『バブ・バラーズ』として単行本になった。後にこれらの多くをその戯曲や喜歌劇の材料として使うことになった。ギルバートと「ファン」の仲間達、トム・ロバートソン、トム・フッド、クレメント・スコット、F・C・バーナード（1862年に「パンチ」に移った）は、アランデル・クラブ、サベージ・クラブ、特にエバンスのカフェを度々訪れ、「パンチ」の円卓と競ってテーブルを囲んだ。
1860年代半ばに小説家アニー・トーマスと関係を持った後、ギルバートは1867年にルーシー・アグネス・ターナーと結婚した。妻のことは「キティ」と呼んだ。彼女は11歳年下だった。ギルバートは長年にわたって多くの愛情あふれる手紙をルーシーに書いていた。ギルバートとルーシーは、ロンドンと後にグリムズダイクで社交活動を行い、しばしばディナーパーティを主催し、また他の者の家にディナーに招待もされており、映画『トプシー・ターヴィー』のような架空の世界に描かれたものとは対照的である。ギルバート夫妻には子供が無かったが、エキゾティックなものなど多くのペットを飼っていた。

### 最初の戯曲
ギルバートは学校で多くの戯曲を書き、監督したが、プロとして最初に制作した劇は『アンクル・ベビー』であり、1863年秋に7週間上演された。

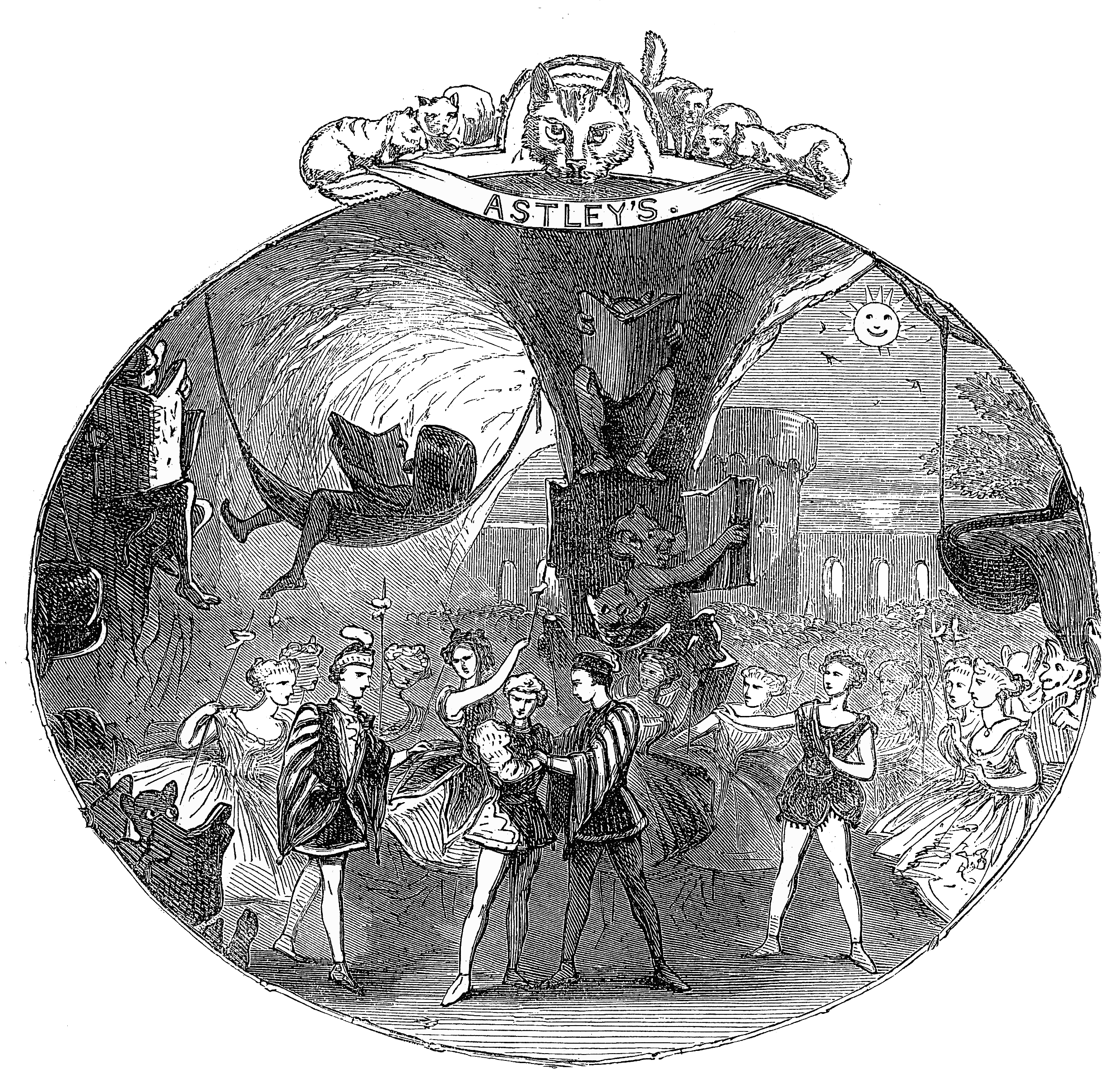
『ハッシュ・ア・バイ 木の上の赤ちゃん』、ギルバートとチャールズ・ミルワードが制作した1866年のパントマイム

1865年から1866年、ギルバートはチャールズ・ミルワードと共同で幾つかのパントマイムを制作した。その中には『ハッシュ・ア・バイ 木の上の赤ちゃん、あるいは道化のフォーチュニア、フロッグ島のフロッグ王、ラウザーアーケードの魔法の玩具』と呼ばれるものがあった。しかし、ギルバートが初めて一人で成功したのは、数日後の『ハッシュ・ア・バイ 赤ちゃん』封切版だった。友人で庇護者でもあるトム・ロバートソンがパントマイムを書くように求められたが、与えられた2週間では出来そうにないと考えたので、ギルバートを推薦した。10日の内に書き上げられ上演された『ダルカマラ、あるいはリトルダックとグレートカック』は、ガエターノ・ドニゼッティの『愛の妙薬』をバーレスク（風刺作品）にしたものであり、極めて評判が良かった。このことでさらにオペラのバーレスク、パントマイムと笑劇の一連のものに続き、すさまじい駄洒落で溢れていたが（当時のバーレスクの慣習だった）、後にギルバート作品の一部となる風刺の兆候も示していた。例えば次のようなものがあった。
| 「 | あの男は昔サルだった。そのことには頭を下げる。 （マーゲイト卿を見ながら）今はサルよりも劣っている人を知っている。 あのサルは昔、人、貴族、政治家、召使いだった サルの気分を損ねないでいるのが難しいくらいだ！ | 」 |

| 「 | That men were monkeys once—to that I bow; (looking at Lord Margate) I know one who's less man than monkey, now; That monkeys once were men, peers, statesmen, flunkies— That's rather hard on unoffending monkeys! | 」 |

その後では、ジャコモ・マイアベーアのオペラ『Robert le diable』のバーレスクである結び前のオペラ・パロディ『悪魔のロバート』が続き、1868年にロンドンのゲイエティ劇場で幕を開けた3本組の一部となった。この作品はその時までのギルバート最大の成功となり、100夜以上も上演され、その後3年間は度々復活され、地方で演じ続けられた。
ビクトリア劇場では「高く美しいテーマを（落とすこと）が...バーレスクの通常のやり方であり、時代がそれを期待していた。」しかし、ギルバートのバーレスクはロンドンの劇場に掛かる他の作品と比べて異常なくらい味があると考えられた。アイザック・ゴールドバーグはこれらの作品が「如何に劇作家がオペラのバーレスク作りで始め、如何にバーレスクのオペラ作りで終わるかを明らかにしている」と記していた。ギルバートは1869年頃からバーレスク・スタイルから離れていき、当初の粗筋があり駄洒落も少ない劇に向かった。最初の長い散文喜劇は1869年の『古いスコア』だった。

### 1870年代初期のジャーマン・リードのショー、その他の劇
ギルバートが著作を始めた当時の劇場は評判を落としていた。フランスのオペレッタを粗末に翻訳したものや翻案したもの、および下手な書き方をした淫乱なビクトリア朝バーレスクが、ロンドンの演劇界を支配していた。ジェシー・ボンドは、「堅苦しい悲劇や野卑な笑劇が、芝居を見に行こうという人々全てが選ばなければならないものであり、劇場は高徳のイギリス人世帯主にとって悪徳の評判がある場所になった」と鮮やかに描き出していた。
1869年から1875年、ギルバートは演劇界改革で著名な人物の1人トマス・ジャーマン・リード（およびその妻プリシラ）と手を組むようになった。リードのギャラリー・オブ・イラストレーションは、ロンドンで家族の娯楽を提供することで、劇場の失った尊敬を幾らかでも取り戻そうとしていた。これがうまく行ったので、1885年にはギルバートが、元々のイギリスの劇は観衆の中の無垢な15歳の少女にも適切であると述べていた。ギルバート最後のバーレスク（『The Pretty Druidess』）の上演3か月前、ギャラリー・オブ・イラストレーションのための最初の作品『カード無し』が制作された。ギルバートはリードのために6つのミュージカル作品を創作しており、その中にはリードその人が作曲した音楽が付いたものもあった。
ジャーマン・リードの親愛な劇場環境は、ギルバートに素早く独自のスタイルを発展させ、舞台、衣装、演技指導、ステージマネジメントなど制作のあらゆる面で統制する自由を与えた。これらの作品は成功であり、ギャラリー・オブ・イラストレーションで最初の大ヒットは1869年開演の『Ages Ago』だった。この作品は作曲家フレデリック・クレイとの共作の始まりでもあり、7年間の間に4作を制作することになった。クレイが正式にその友人アーサー・サリヴァンを紹介したのも『Ages Ago』のリハーサルの時だった。バブ・バラーズなどギルバートの多くの初期ミュージカル作品が、サリヴァンと共作を始める前であっても、作詞家として多くの練習を積ませていた。

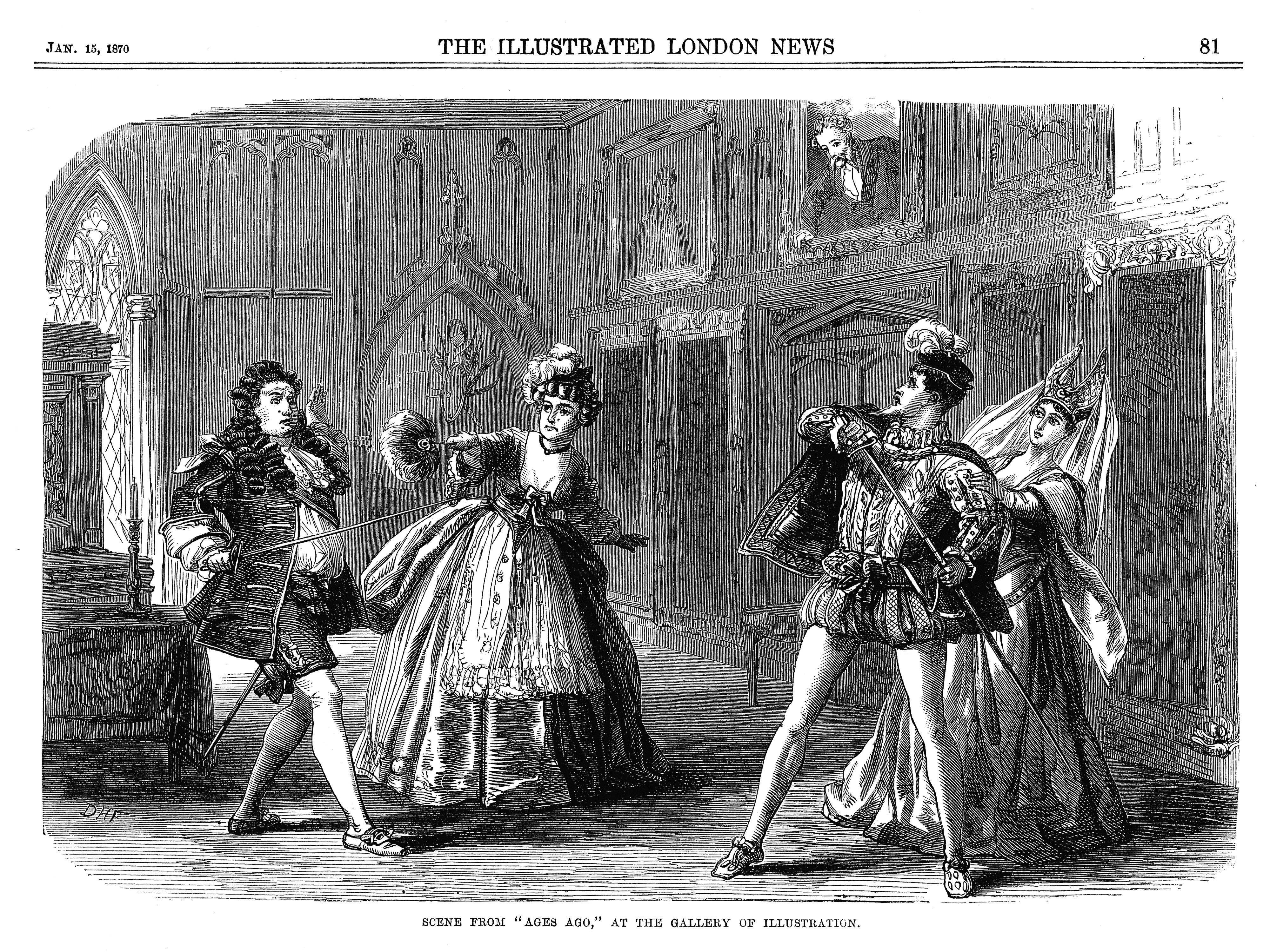
『Ages Ago』、1870年

ジャーマン・リードのショーで使われた多くの筋書き（さらにギルバートの初期戯曲やバブ・バラーズ）は、後にギルバートとサリヴァンのオペラで再利用されることになった。これらの要素としては、現実化された絵画（『Ages Ago』、『Ruddigore』でも再利用）、尊敬される男の息子に、誤ってパイロットの代わりにパイレーツ（海賊）を結びつけた聾の子守り女（1870年の『Our Island Home』、『ペンザンスの海賊』でも再利用）、「味の出る人間」である強圧的な熟女（1875年の『Eyes and No Eyes』、『ミカド』でも再利用）があった。この期間にバブ・バラーズで発展させていた「めちゃくちゃ」スタイルを完成させており、馬鹿げた前提を設定してユーモアが配置され、その論理的な結果が愚かなものになっていくものだった。マイク・リーはギルバートのスタイルを次のように語っている。
| 「 | ギルバートは大きな流動性と自由度があり、我々の自然な創造力に常に挑戦している。第1に物語の枠組みの中で、突飛なことを発生させ、世界をひっくり返す。かくして学識ある判事が原告と結婚し、軍人が審美眼のある人に変身するなどであり、ほとんど全てのオペラが手際の良いゴールポストの動きで解決される。...彼の天才性は反対のものを微少な手管で融かし、超現実を現実に融合させ、戯画を自然なものにさせる。換言すれば、完全に常軌を逸した話を全く無表情で語ることである。 | 」 |

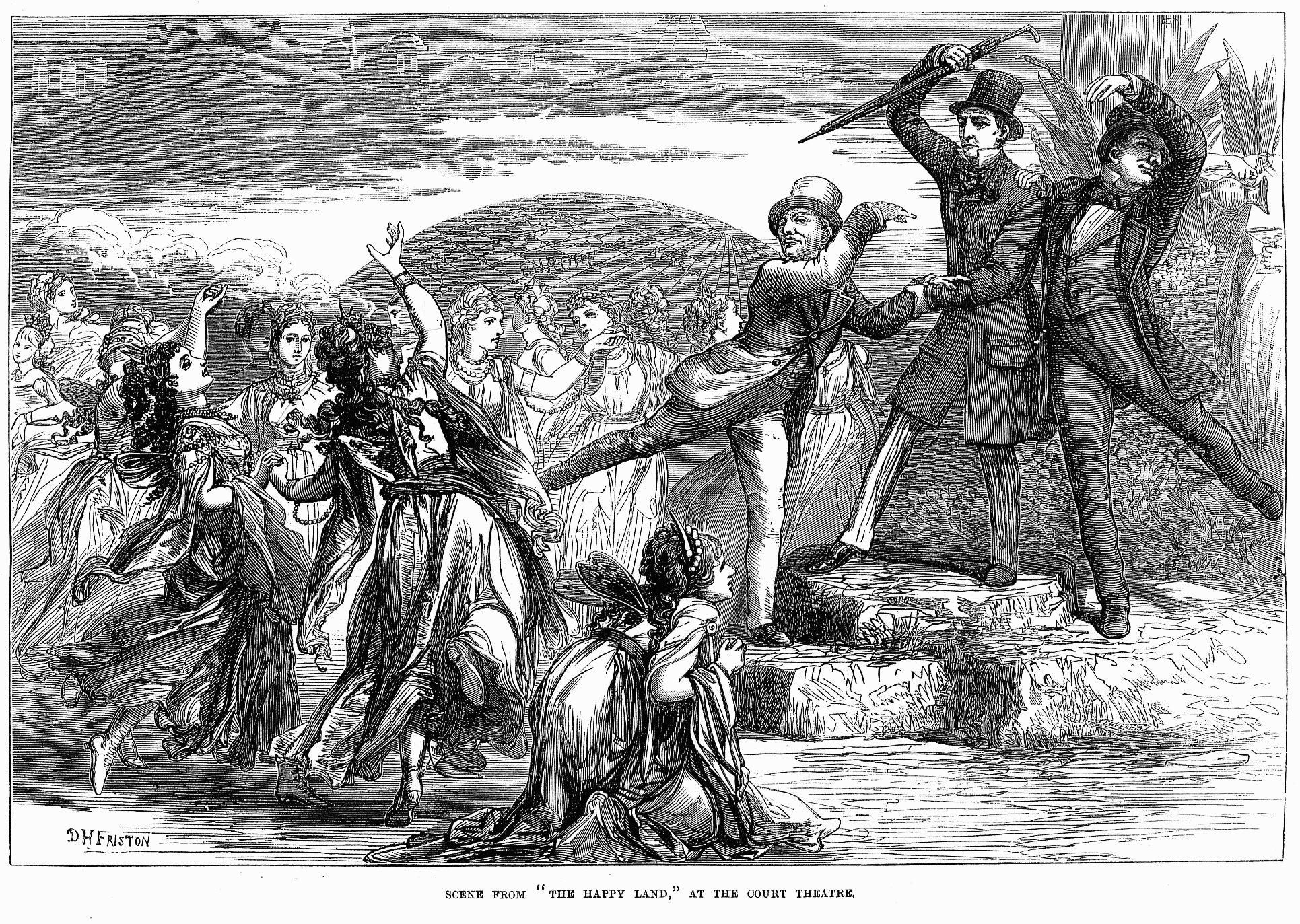
『幸福な土地』の1シーン、「イラストレイテッド・ロンドン・ニューズ」の1873年3月22日版に掲載、D・H・フリストン画

ギルバートは同時期にヘイマーケット劇場で幾つか「妖精喜劇」を制作した。この一連の劇は、魔術あるいは超自然的な力で動かされる登場人物によって巧まざる自己顕示があるという概念に基づいていた。その最初のものが1870年の『真実の宮殿』であり、部分的にマダム・ド・ジャンリスの話に基づいていた。1871年、この年に制作した7つの戯曲の1つ、『ピグマリオンとガラテア』は、それまでの最大ヒット作になった。これらの劇やその後に続いた『不道徳世界』（1873年）、『恋人たち』（1874年）、『失恋』（1875年）と共に、ジャーマン・リードがミュージカルで与えたものを演劇の世界でギルバートに与えており、その能力をバーレスクを超えたものにさせ、芸術的な資質を与え、ギルバートが人間ドラマを笑劇のユーモアと同じくらいこなせる領域の広い作家であることを示した。これら戯曲、特に『ピグマリオンとガラテア』の成功は、後にサリヴァンのような尊敬される音楽家との共作にとって重要となる名声をギルバートに与えた。
これらの作品が時代遅れであっても、ロンドンで通常上演されていた笑劇やバーレスクよりも洗練され味のある喜劇を、尊敬され教育のある観衆に与えたいというギルバートの望みを表していた。一方で同時期に、風刺が劇場でどこまで行き着くか、その領域を広げようとしていた。1873年の政治風刺劇『幸福の土地』（一部は彼自身の『不道徳世界』のパロディ）では、ギルバート・アーサー・ア・ベケットと協業し、グラッドストンやその閣僚をへつらわずに戯画化していたために、短期間上演禁止になった。同様に1873年の『喜びの王国』は、スキャンダル劇（『幸福の土地』をにおわせている）を演じる劇場のロビーを舞台にし、宮内庁長官官房（劇の中では「殺菌剤閣下」と呼ばれる）を出しにしたジョークを多く使っている。しかし1874年の『慈善』では、異なる方法で舞台の自由度を使っている。ビクトリア朝の社会が婚外の交渉を持った男女を扱う対照的な方法について、しっかりと書かれた批評を提供した。これはジョージ・バーナード・ショーやヘンリック・イプセンの「問題劇」の先駆けになった。

### 舞台監督として
ギルバートはその地位が確立されると、劇やオペラの舞台監督となり、それらを如何に演じれば良いかについて強い見解を持った。劇作家ジェイムズ・プランシェや特にトム・ロバートソンによる、今で言うト書き、「演出技法」の革新に強く影響された。ギルバートはロバートソンが指導するリハーサルに同席し、この年長の監督から直に技法を学び、それを自分の初期作品の幾つかに当てはめ始めた。演技、道具、衣装、動作にリアリズムを求め、その劇に満足しない場合は（ロバートソンへの献呈として『恋人たち』のような「自然主義」スタイルでロマンス・コメディも書いてはいた）、観衆との自意識の交流を避け、登場人物が自身の愚かさに気付くことはないが、全体では理路整然としている描写的スタイルに固執した。

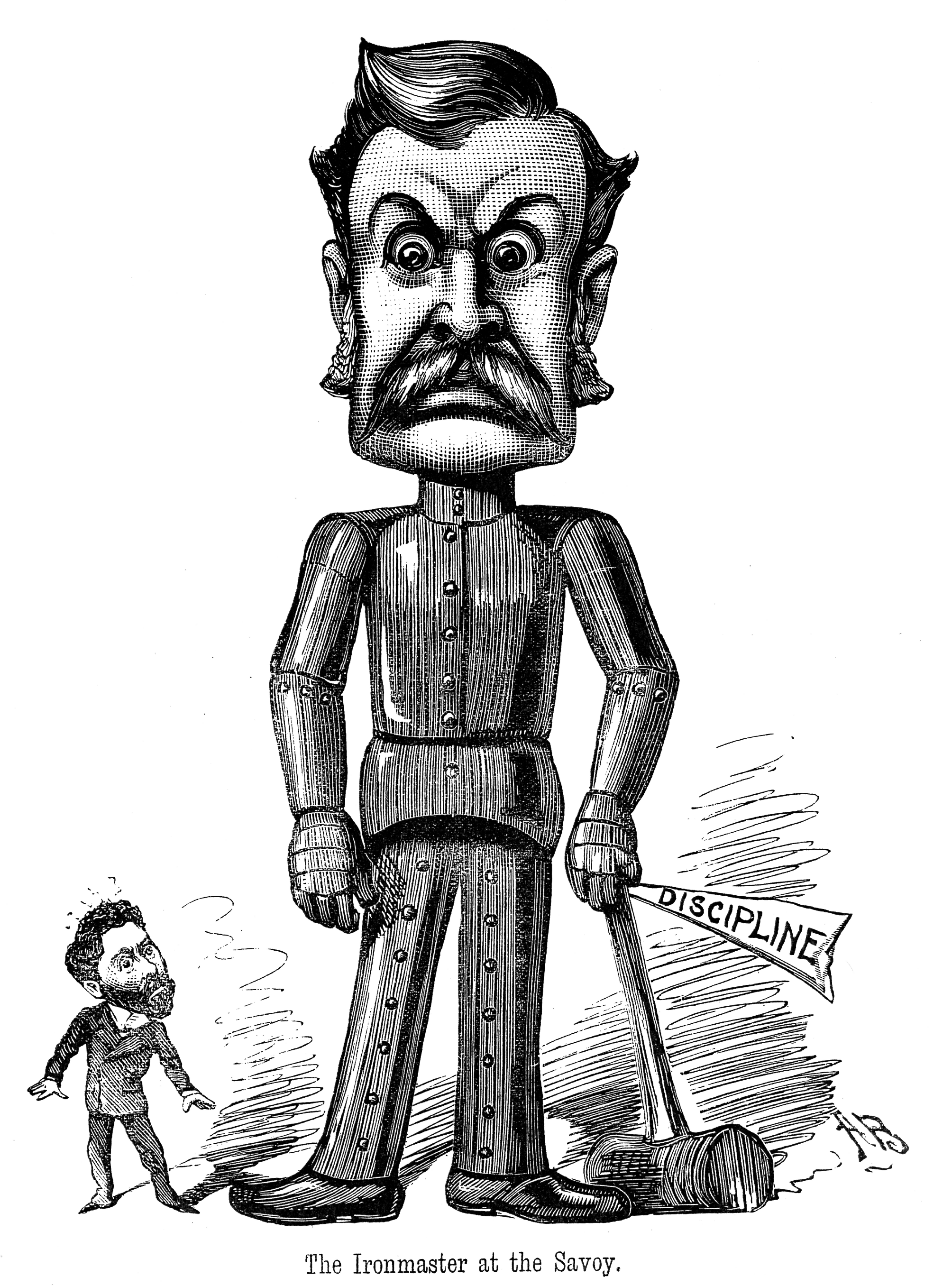
『サヴォイの鉄器製造業者』（1884年）: ギルバートが鍛錬の木槌を持ち、カートが反応している

1874年のバーレスク『ローゼンクランツとギルデンスターン』では、登場人物のハムレットが他の役者に対する演説で、ギルバートの喜劇演技理論を要約している。「聞いている者達に彼が全体の不調和を気付いてないと思わせるように、熱心にその愚かさを全面に出し続ける大言壮語のヒーローのようなふざけた仲間は居ないと考える。」これらの考えに沿った作品を出すことで、後のジョージ・バーナード・ショーやオスカー・ワイルドのような劇作家がイギリスの舞台に花開かせることができた下地を設定した。
ロバートソンは、「ギルバートに、鍛えられたリハーサルの革新的な観念と演出、すなわち演技指導、デザイン、音楽、演技など全体の表現におけるスタイルの統一性を紹介した。」ロバートソンと同様、ギルバートも俳優に鍛錬を要求した。俳優達が台詞を完全に理解し、明瞭に発音し、ギルバートの演技指導に従うことを要求したが、これは当時の俳優達にとって全く新しいことだった。大きな革新はスター俳優を鍛えられた平団員に置き換えたことであり、劇場において「監督の立場を新しい支配者の位置に挙げた。」「ギルバートが良い監督であることは疑いが無い。俳優達から自然ではっきりとした演技を引き出すことができ、それがギルバートの要求する理不尽さをストレートに表現させることになった。」
新しい作品のそれぞれに細心の注意を払って準備しており、舞台、俳優、大道具のモデルを作り、あらゆる演技と仕草も前もって設計した。その権威に逆らう俳優とは仕事をしようとしなかった。ロングランや再演の時であっても、その作品の出来を密に監督し、俳優達が認められていない追加、削除、あるいは言い換えをしないよう確認していた。年取ってきた時でも、演技を自ら示すことで有名だった。その生涯を通じて多くの公演で自らステージに上がってもいた。例えば、『陪審員裁判』における同僚としての演技、『失恋』での病気の俳優に対する代役、一幕物慈善マチネにおいては『ローゼンクランツとギルデンスターン』のクラウディウス王の役があった。

## サリヴァンとの共作

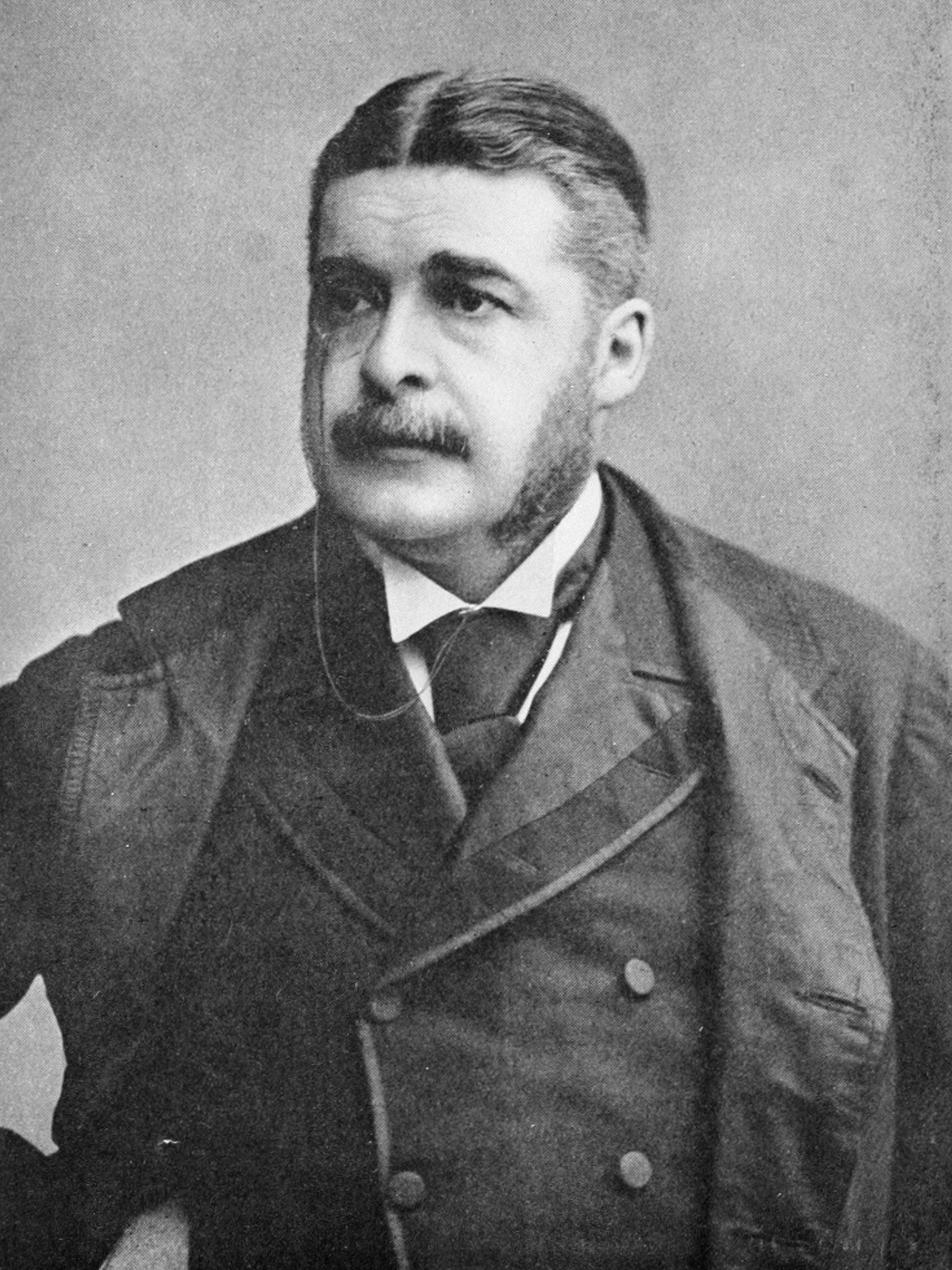
アーサー・サリヴァン

### 最初の共作

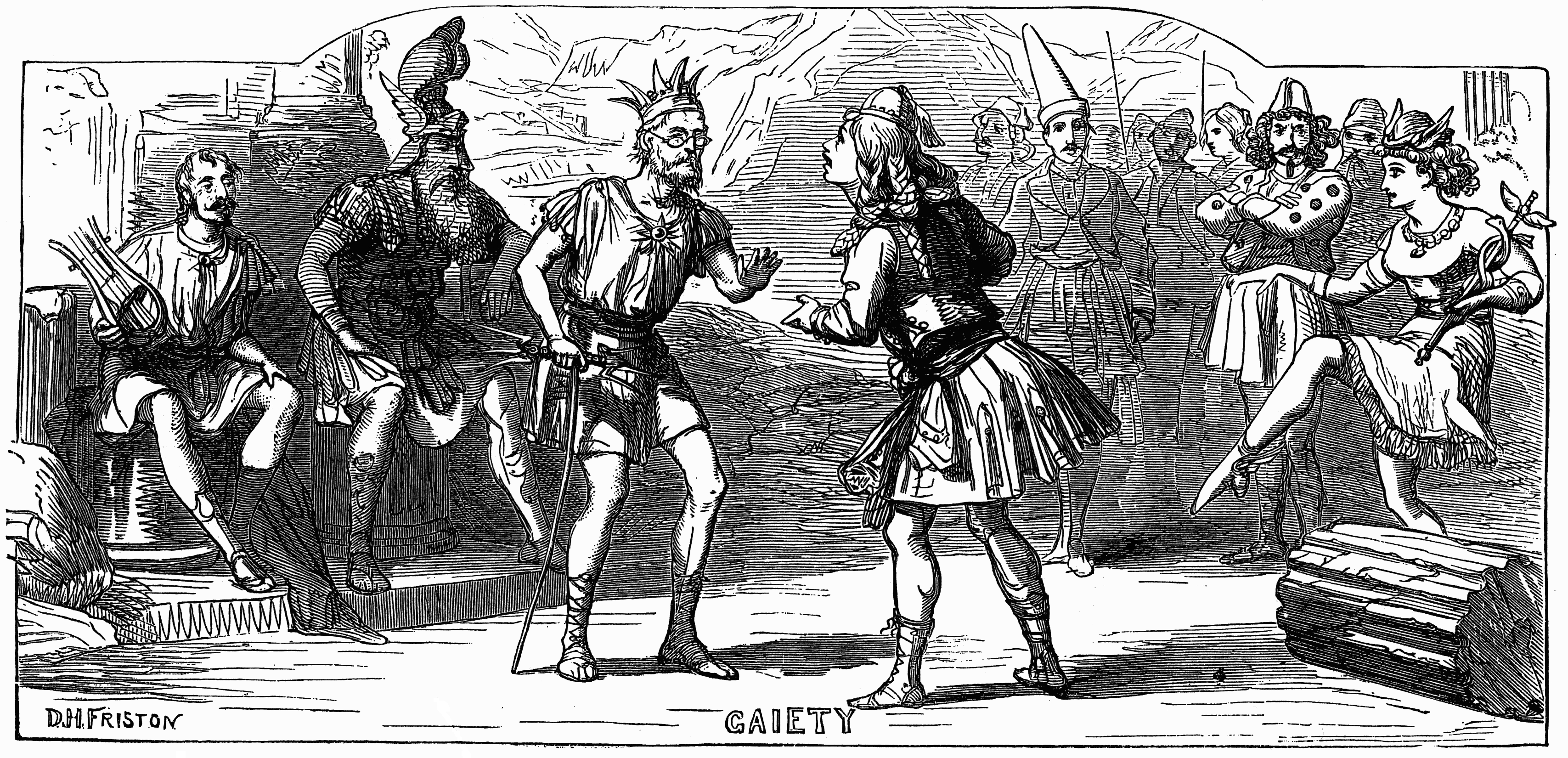
『Thespis, or The Gods Grown Old』のイラスト、「イラストレイテッド・ロンドン・ニューズ」1872年1月6日版に掲載

1871年、ジョン・ホリングスヘッドがギルバートにサリヴァンと協業し、ゲイエティ劇場でクリスマスのための休暇作品『Thespis, or The Gods Grown Old』を制作するよう発注してきた。この作品は1871年の休暇シーズンに掛けられた他の9作品の興行成績を凌ぎ、ゲイエティ劇場での通常の興行期間を超えて延長された。しかし、その時点では他に何も得られるものが無かったので、ギルバートとサリヴァンは別々の道を進んだ。ギルバートは1872年にクレイと『Happy Arcadia』を、1873年にアルフレッド・セリアと『Topsyturveydom』を制作し、また幾つかの笑劇、オペレッタのリブレット、狂想劇、妖精コメディ、小説からの翻案物、フランスからの翻訳物、さらに上述の劇を書いていた。1874年にはまた、3年間の空白期間を置いて雑誌「ファン」への最後の寄稿（『ローゼンクランツとギルデンスターン』）を行い、その後は新しいオーナーが他の出版物を認めなかったために、寄稿を止めた。
『Thespis, or The Gods Grown Old』が制作されてからギルバートとサリヴァンが再度協業を始めるまでに4年近くが経過した。1868年にギルバートは「ファン」誌に『陪審員裁判: オペレッタ』と題する短い喜劇調リブレットを掲載していた。1873年、劇場支配人で作曲家でもあるカール・ローザと調整して、この作品を一幕物リブレットに拡張した。ローザの妻が原告の役で歌を歌うことになっていた。しかしローザの妻は1874年にお産で死んだ。その年後半、ギルバートはこのリブレットをリチャード・ドイリー・カートに提案したが、このときカートはこの作品を使えなかった。1875年初期までカートはロイヤリティ劇場を管理しており、ジャック・オッフェンバックの『ラ・ペリコール』の後の寸劇として演じられる短いオペラを必要としていた。カートがギルバートに接触してその作品について尋ね、サリヴァンに仕事を提案した。サリヴァンは熱狂し、1週間かそこらで『陪審員裁判』の作曲を仕上げた。この小品は手に負えないくらいのヒットとなり、『ラ・ペリコール』の興行期間を凌ぎ、他の劇場でも再演された。

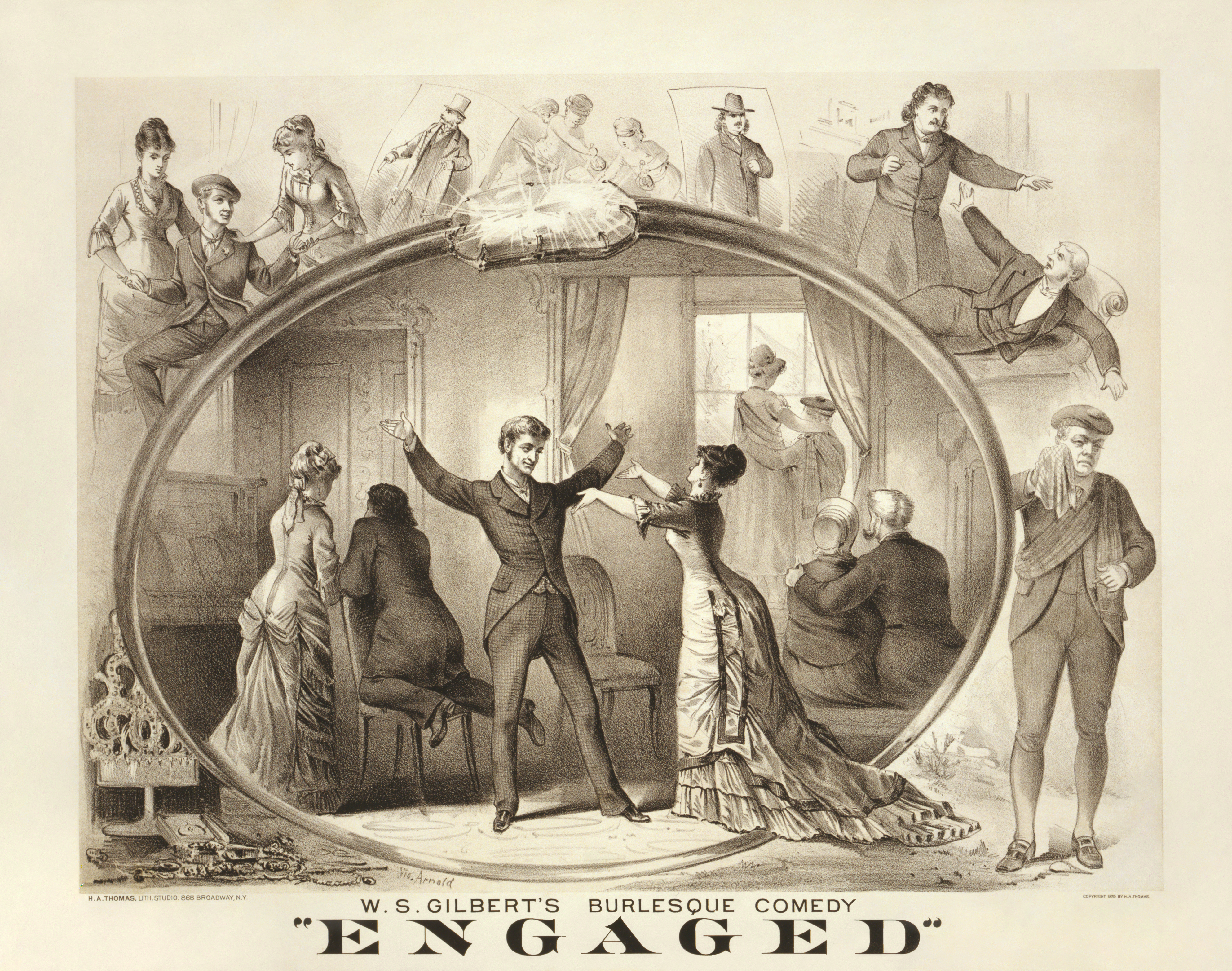
『Engaged』（1877年）は、ミュージカル以外で最も成功した劇となった

ギルバートはその職業に敬意を集め、社会的地位を求める活動を続けた。劇作家が社会的地位を得にくい要因の1つは、「紳士の書斎」に適した形で戯曲が出版されないことであり、家庭の読書ではなく俳優達が利用するために、概して安っぽく魅力の無い形で出版されていた。ギルバートはこの状態を少なくとも自分で改善するために、1875年遅くに出版者のチャットとウィンダスと調整し、魅力的な装丁やはっきりした活字など、一般読者にアピールするようデザインされた形態で戯曲集を出版した。これにはギルバートの最も真面目な作品を含め、評価の高い戯曲の大半を収めたが、いたずらっぽく『陪審員裁判』というタイトルにしていた。
『陪審員裁判』の成功後に『Thespis』を復活させる検討も行われたが、ギルバートとサリヴァンはカートとその出資者の出す条件に合意できなかった。『Thespis』の総譜が出版されることは無く、この音楽の大半は現在残っていない。ギルバートとサリヴァンによる新しいオペラのためにカートが資金を集めるのに時間を要し、その間にギルバートは1875年の『トム・コブ』、同じく1875年の『Eyes and No Eyes』（ジャーマン・リードのために制作した最後の作品）、1876年の『プリンセス・トト』などを制作した。『プリンセス・トト』はクレイと協業した最後かつ大望ある作品であり、フルオーケストラ付き3幕物コミック・オペラだった。それ以前に上演した短い作品が興行成績も悪かったのとは対照的だった。この期間にギルバートは1875年の『失恋』や1876年の『Dan'l Druce, Blacksmith』という真面目な作品を2つ書いていた。
さらにこの期間には1877年の『Engaged』という最も成功した喜劇を書いており、これがオスカー・ワイルドの『真面目が肝心』にヒントを与えた。『Engaged』はギルバートのバブ・バラーズとサヴォイ・オペラの多くから「めちゃくちゃ」風刺スタイルで書かれたロマンス劇のパロディであり、登場人物の1人が、劇中のあらゆる独り者女性に出来る限りの詩的でロマンティックな言葉で愛を誓うものである。その「無垢な」スコットランドの田舎者は、列車を路線から逸らせて乗客にサービス料を請求することで生活していることが明かされ、総体的にはロマンスが金稼ぎのために喜んで投げ与えられることになる。『Engaged』は今日でもプロやアマの劇団によって演じ続けられている。

### 共作時代の頂点

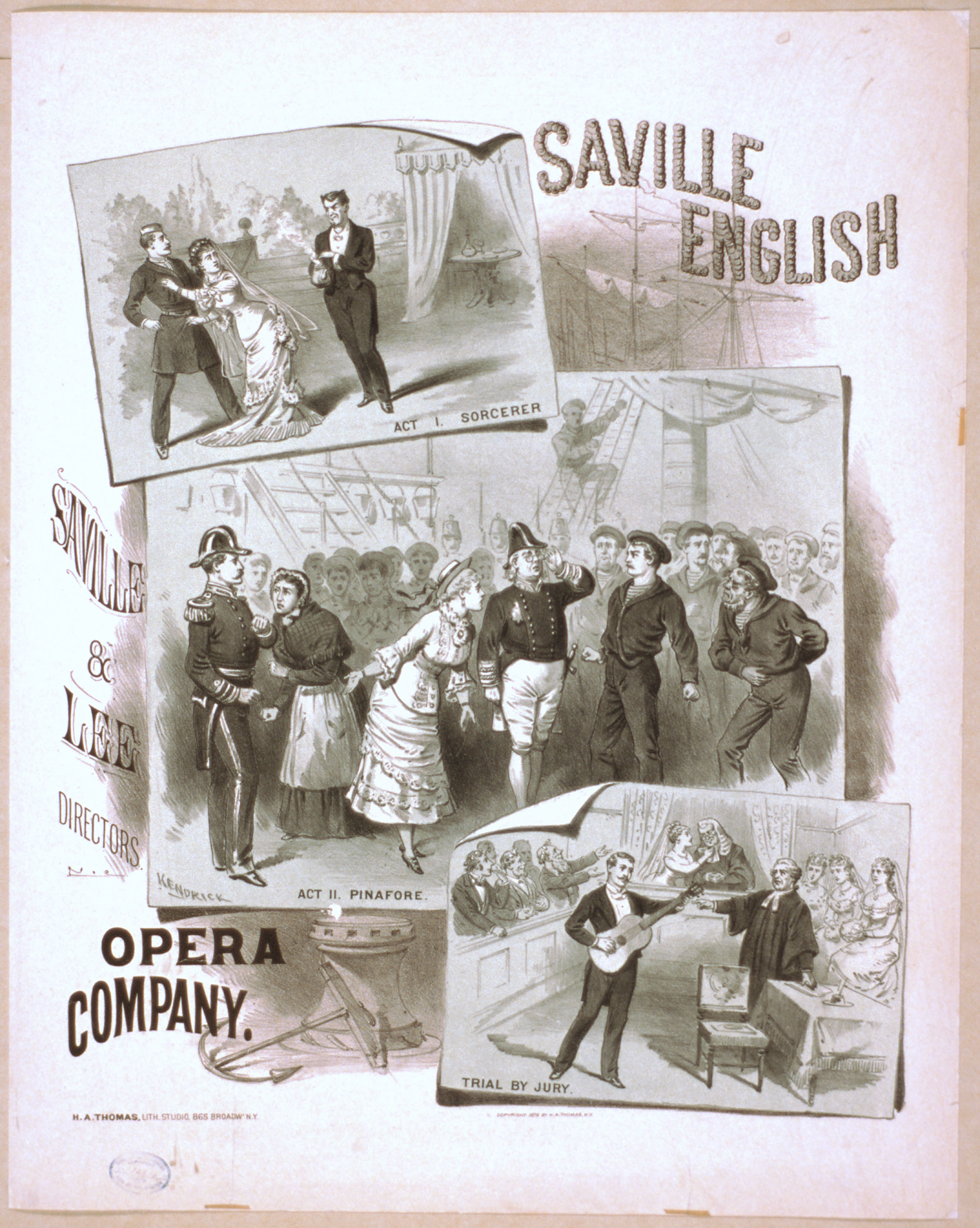
『Thespis』の後で、ギルバートとサリヴァンが制作した3つのオペラのシーンを使った初期のポスター

カートは最終的に1877年にシンジケートを集め、コメディオペラ劇団を結成して、11月にはギルバートとサリヴァンの共作3作目『魔術師』を皮切りに、一連の創作英語喜歌劇の上演を始めた。この作品はそこそこの成功となり、1878年5月には『H.M.S. ピナフォア』の上演が続いた。主にうだるように暑い夏のために遅い開演だったにも拘わらず、『H.M.S. ピナフォア』は秋まで超人気の公演になった。利益の分け前についてカートと論争になった後、別のコメディオペラ劇団出資者が競合作を上演するために、ごろつきを雇ってある夜に劇場を襲わせ、舞台装置や衣装を盗ませた。この試みはカートに忠実な劇場の舞台係などによって撃退され、カートはドイリー・カート・オペラ劇団と改名した劇団の唯一の興行主として興行を続けた。実際に『H.M.S. ピナフォア』が大成功したので、アメリカだけでも100以上の独断的興行主が出現した。ギルバートとサリヴァンおよびカートはそのオペラについて、長年にわたってアメリカにおけるその著作権を統制しようとしたが無駄だった。

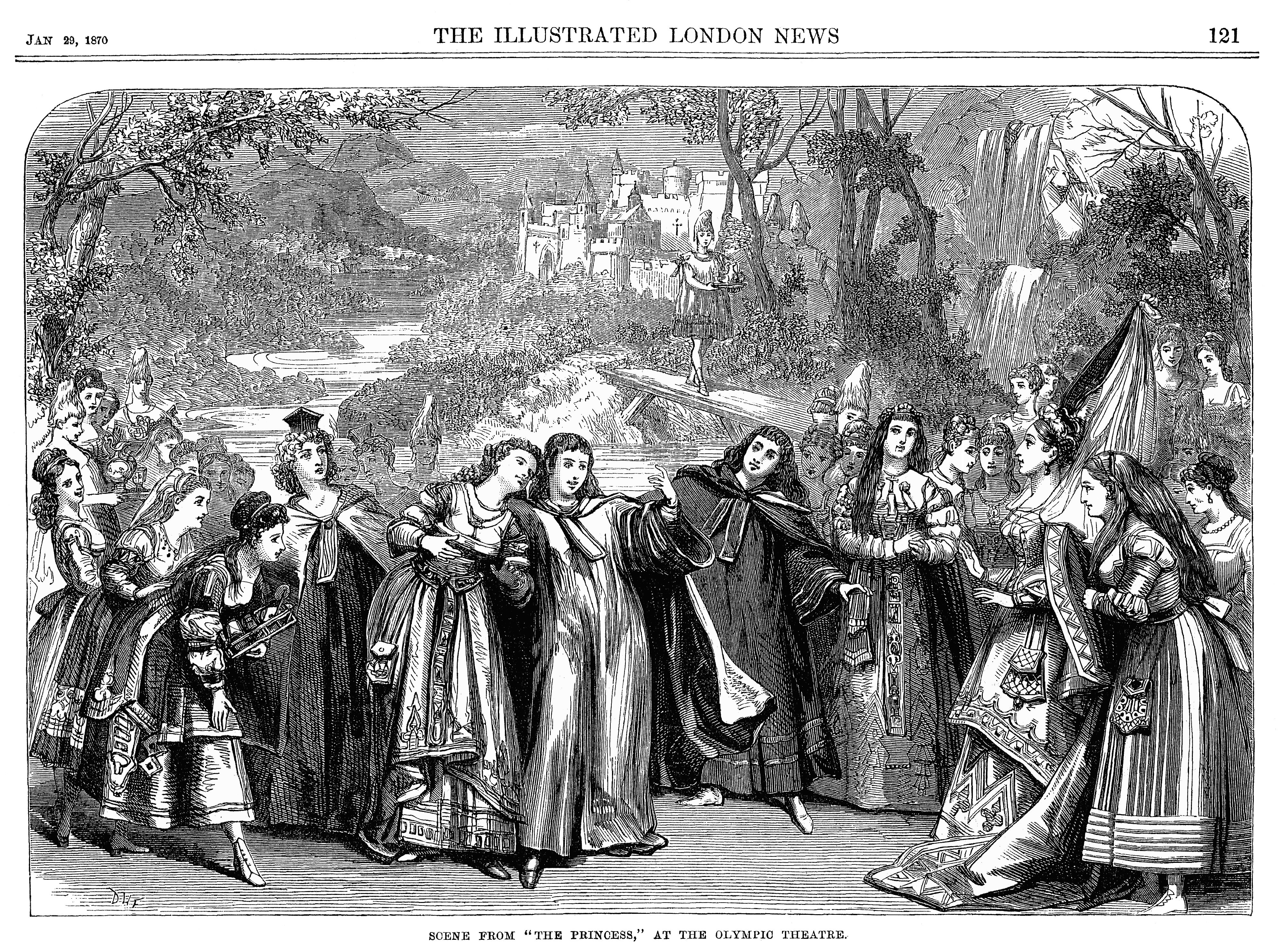
ギルバートは1870年の笑劇『プリンセス』に手を入れ、ここにある『プリンセス・アイダ』（1884年）に仕上げた

その後の10年間、サヴォイ・オペラがギルバートの主たる活動領域だった。この一連の作品は、カートがそれらを上演するために建てたサヴォイ劇場に因んでそう呼ばれるようになった。サリヴァンと組んで成功した喜歌劇は毎年1作あるいは2年に1作の割合で上演され続け、その幾つかはミュージカルの歴史の中でも最長公演記録を作っていった。『H.M.S. ピナフォア』の後は、1879年の『ペンザンスの海賊』、1881年の『忍耐』、1882年の『Iolanthe』、1884年の『プリンセス・アイダ』（ギルバート自身の以前の笑劇『プリンセス』に基づく）、1885年の『ミカド』、1887年の『Ruddigore』、1888年の『The Yeomen of the Guard』、1889年の『ゴンドラの船頭達』が上演された。ギルバートはこれら作品制作の監督やあらゆる面を管理しただけでなく、実際には『忍耐』、『Iolanthe』、『プリンセス・アイダ』、『Ruddigore』の衣装「デザイン」も自分で担当した。正確で美的な装置と衣装に固執し、その愚かな登場人物と状況の下地となり焦点となった。

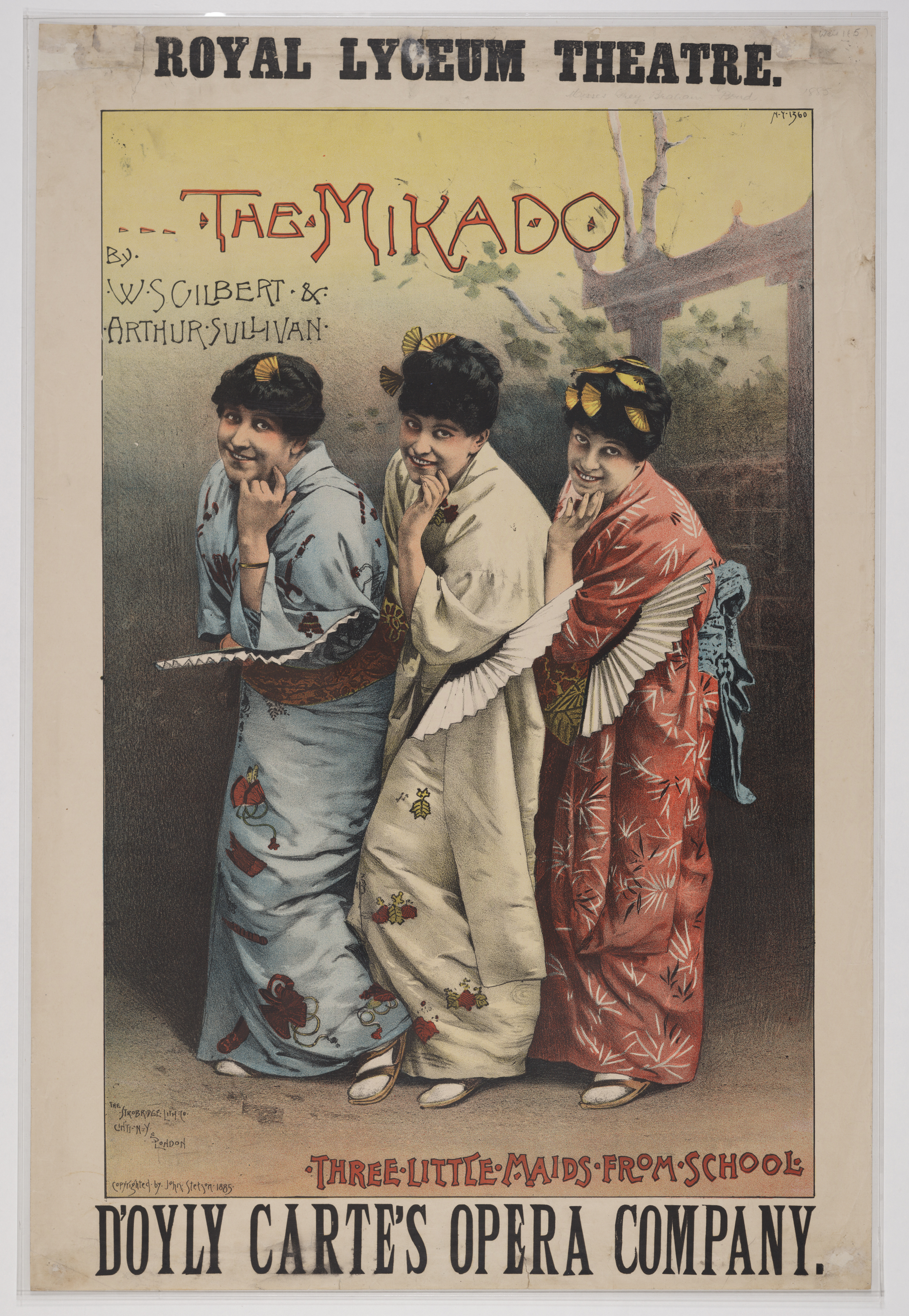
『ミカド』の石版画

この期間にギルバートとサリヴァンはもう1つの大作、オラトリオの『The Martyr of Antioch』も共作し、1880年10月にリーズ音楽祭で封切られた。ギルバートがヘンリー・ハート・ミルマンによる叙情詩を、音楽に合わせてリブレットにアレンジし、オリジナル作品も加えた。この期間に他所で演じられる劇作も書くことがあり、シリアスドラマ（例えば1878年の『The Ne'er-Do-Weel』や1879年の『Gretchen』）やユーモア作品（例えば1881年の『Foggerty's Fairy』）の両方を書いていた。しかし、もはや以前のように毎年多くの劇を輩出する必要はなくなっていた。実際に1879年の『ペンザンスの海賊』から1889年の『ゴンドラの船頭達』までの9年以上の間で、サリヴァンとの共作以外では3つの戯曲を書いただけだった。その3作の1つ、『喜劇と悲劇』のみが成功した。
1878年、ギルバートは長年の夢だったハーレクイン（道化）の劇を実現した。自身で一部を執筆した『40人の盗賊』のアマチュア慈善興行の一部としてゲイエティ劇場に掛けた。友人のジョン・ドーバンと共にハーレクイン・スタイルのダンスを訓練した。ドーバンはギルバートの劇の幾つかでダンスをアレンジしてきており、ギルバートとサリヴァンのオペラでは振り付けを担当した。プロデューサーのジョン・ホリングスヘッドは後に、「演技の宝石は厳格に熱心で決断したW・S・ギルバートのハーレクインだった。オリバー・クロムウェルがその性格を作り上げたものの概念を私に与えた」と回想していた。役者の一人は、ギルバートがこの作品について疲れを知らず熱中しており、自分の家でのディナーに役者を招いてリハーサルの続きをやることも多かったと回想していた。「彼ほどにもっと気持ちよく、もっと愛想が良くて、心地よい仲間は、不可能ではないとしても、見つけるのが大変だったろう。」1882年、ギルバートは自宅とサヴォイ劇場の対応デスクに電話を設置させ、家に居ながら上演中のものやリハーサルを聞くことが出来るようになった。1878年にはこの新技術に「ピナフォー」と名付けており、それはこの装置が発明されてから2年目、ロンドンではまだ電話交換サービスが始まる前のことだった。

### カーペット喧嘩と共作の終了

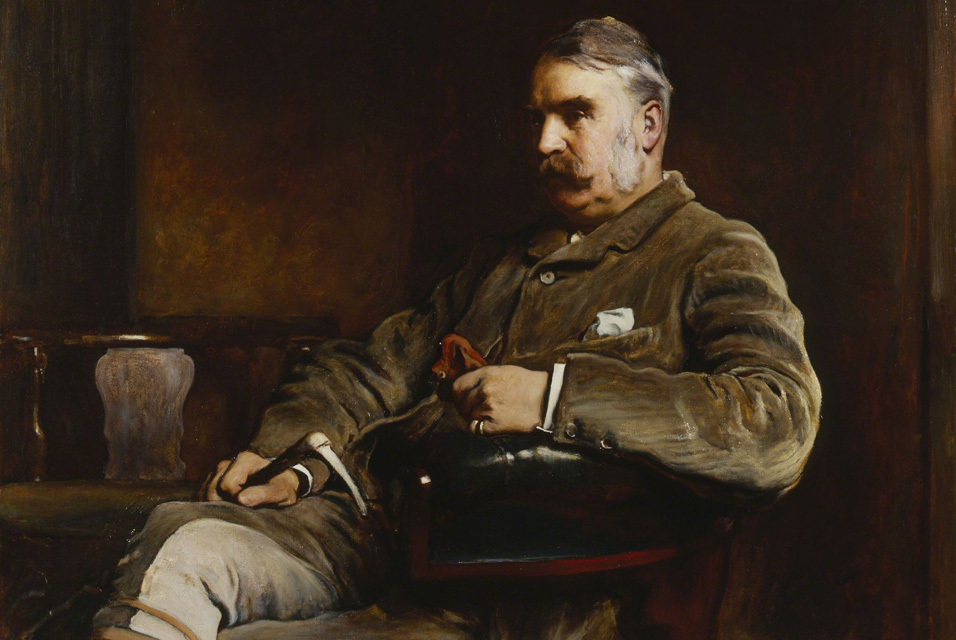
フランク・ホールが描いたギルバートの肖像画（1886年）、ロンドンのナショナル肖像ギャラリー蔵、1888年にミレーが描いたサリヴァンの肖像画の隣にある

ギルバートとサリヴァンは、お互いに自分の役割が相手に従属させられていると見ており、また性格的にも真反対だったこともあったので、仕事の関係はぎくしゃくしたものがあった。ギルバートは対立的でひどく気難しいところがあったが、異常なほど親切に振る舞う方だった。一方サリヴァンは対立を避ける方だった。さらにギルバートは、社会的秩序が逆転する「めちゃくちゃ」状況のリブレットが体に染みついていた。時間の経過と共にこれらの主題は、サリヴァンが目指すリアリズムや感情的な内容と対立する機会が増えていった。加えて、ギルバートの政治風刺が特権階級のサークルで笑いを誘ったのに対し、サリヴァンはその友人やパトロンになる裕福で肩書きを持った人々の中で洗練されることに熱心だった。
ギルバートとサリヴァンはその共作を通じて、主題の選択に関して何度か意見が合わないことがあった。『ペンザンスの海賊』から『ゴンドラの船頭達』までの9作で、『プリンセス・アイダ』と『Ruddigore』が他の作品より成功しなかったとき、サリヴァンはギルバートの筋が繰り返しであり、オペラは芸術的な面で満足できないと語り、共作を止めることを求めた。この2人の芸術家が互いの違いを論じている間、カートは彼等の旧作の再演でサヴォイ劇場を維持し続けた。いずれのときも数か月の休止があった後で、ギルバートがサリヴァンの異議に適うリブレットを制作したので、共同関係はうまく継続していった。
しかし、1890年、『ゴンドラの船頭達』の上演中に、ギルバートがカートに制作費用について文句を言った。ギルバートが反発した事項の中でも、サヴォイ劇場のロビーに新しいカーペットを敷いて、その費用をカートが2人の共同経営者に請求したことが発端だった。ギルバートはそれが保守費であり。カートのみが支払うべきものと考えた。ギルバートはその勘定の再考を拒んだカートと対立した。ギルバートは怒って飛び出し、サリヴァンに宛てて「彼が昇っていった梯子を蹴飛ばさなかったのは誤りだったというメモを彼の所に残してきた」と記した。ヘレン・カートはギルバートがカートに宛てて「私が思っても居なかった方法で、貴方は召使いを怒らせるようにしていたのだ」と書いたと記した。学者のアンドリュー・クロウザーは次のように説明している。
| 「 | 結局、カーペットは言い合いになった多くの事項の1つに過ぎず、本当の問題はこれら事項の単なる金銭的価値にあるのではなく、カートがギルバートとサリヴァンの財政事情に信を置けたかということである。ギルバートは、カートが会計においてせいぜい一連の深刻な失敗をしただけでなく、最悪の場合は他人を騙そうと図っていると主張した。現時点でその正邪を裁くのは容易でないが、当時の会計に大変な悪さがあったことはかなりはっきりしている。ギルバートはこの「喧嘩」から1年が経った1891年5月28日にサリヴァンに宛てて、カートは「電灯代だけでも1,000ポンド近い意図しない過請求があった」ことを認めたと記していた。 | 」 |

ギルバートが訴訟を起こし、1891年に『ゴンドラの船頭達』が終演になった後で、そのリブレットに対する興行権を引き揚げ、サヴォイ劇場のためにはこれ以上オペラを書かないと誓った。ギルバートは次に、アルフレッド・セリアと『The Mountebanks』を書き、ジョージ・グロススミスとは失敗作の『Haste to the Wedding』を書いた。サリヴァンの方はシドニー・グランディと『Haddon Hall』を書いた。ギルバートは最終的に勝訴し正当化されたと感じたが、その行動と声明は挙動経営者を傷つけていた。それにも関わらず、この共同事業は利益を上げていたので、ロイヤル・イングリッシュ・オペラ・ハウスが経営破綻した後は、カートとその妻がギルバートとサリヴァンを再度結びつけようとした。
1891年、ギルバートとサリヴァンを和解させるための多くの試みが失敗した後で、彼等のオペラの出版を担当していた音楽出版者トム・チャペルがその利益を出せる芸術家2人の間を取り持つために介入し、2週間掛けて成功した 。その結果として、1893年の『Utopia, Limited』と1896年の『The Grand Duke』が世に出された。ギルバートは3つめのリブレット『His Excellency』を1894年にサリヴァンに提案していたが、『Utopia, Limited』の時からギルバートが庇護していたナンシー・マッキントッシュの配役に拘ったために、サリバンが拒否した。『Utopia, Limited』は、南太平洋の島の王国を「イギリス化」する試みに関するものであり、ささやかな成功しか得られなかった。『The Grand Duke』は、ある劇団が「合法の決闘」と陰謀によって、大公国を政治的に支配するものであり、全くの失敗作だった。この後では共同事業が永久に終わった。サリバンは他のリブレット作者と喜歌劇の作曲を続けたが、その4年後に死んだ。1904年、ギルバートは、「サヴォイ・オペラは、私の傑出した共同製作者アーサー・サリヴァン卿の悲しむべき死によって消し去られた。それがもう一度あるとしても、満足感と成功感をもって私が共に働けると感じる者がいない。よって「リブレット」を書くのを止めた」と記すことになった。

## 晩年
ギルバートは1889年にガーリック劇場を建設した。1890年にロバート・ハリオットから購入したハーロウのグリムズダイクに引っ越した。その資産は画家のフレデリック・グッドオールが1880年にハリオットに売ったものだった。1891年ギルバートはミドルセックス州の治安判事に指名された。『Utopia, Limited』でナンシー・マッキントッシュを使った後、ギルバート夫妻はナンシーに愛情を注ぎ、最後は非公式の養女にしてグリムズダイクに移らせ、共に暮らした。ナンシーはギルバートの死後もそこに住み続け、1936年のギルバート夫人の死を看取った。1681年にデンマークの彫刻家カイウス・ガブリエル・シバーが制作したイングランド王チャールズ2世の彫像が、1875年にソーホー広場からグリムズダイクの湖にある島に移され、ギルバートがその資産を購入したときも残っていた。1938年、ギルバート夫人の遺志でその彫像はソーホー広場に戻された。

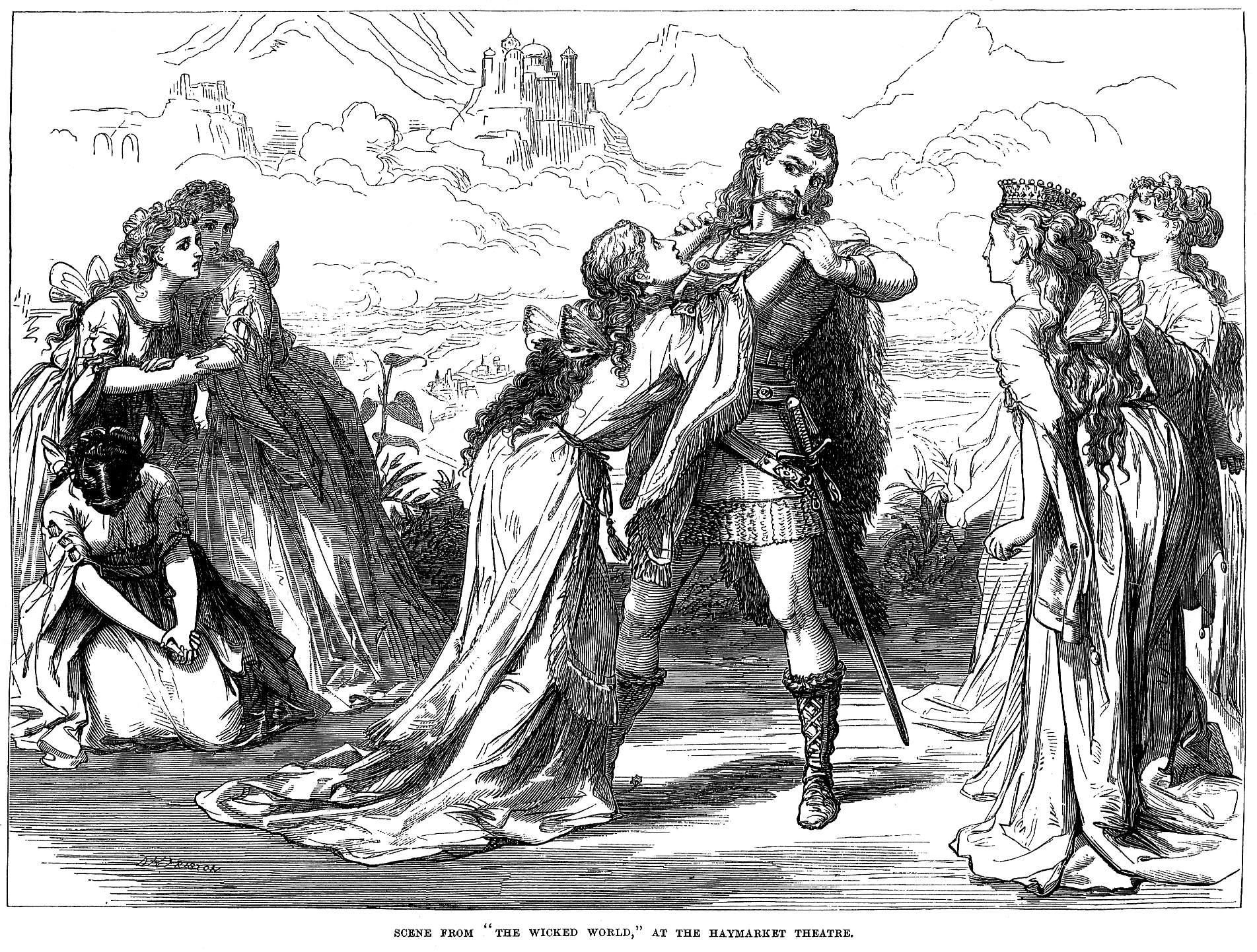
D・H・フリストンによるギルバートの『不道徳世界』（1873年）イラスト、1909年に『Fallen Fairies』に書き直された

ギルバートは、サリヴァンとの最後の共作『The Grand Duke』（1896年）が不入りに終わり、1897年の劇『The Fortune Hunter』も受け入れられなかった後で、演劇界からの引退を発表したが、その余生に少なくとも3つの戯曲を制作した。それにはエドワード・ジャーマンと制作して成功しなかったオペラ『Fallen Fairies』（1909年）が入っている。また、ドイリー・カート・オペラ劇団による彼の作品再演の監督も続けており、それには1906年から1909年のロンドン・レパートリ・シーズンのものがあった。最後の戯曲『The Hooligan』は死のちょうど4か月前に制作され、独房に入れられた若い泥棒の研究になっている。その主人公は泥棒の息子であり、泥棒の中で育てられ、女友達を殺した者だが、ギルバートは彼に同情を示した。初期の作品と同様に、「犯行の原因は性質よりも育ちの方が多いという確信」を示している。この残忍で力強い作品はギルバートの最も成功したシリアスドラマとなり、専門家はギルバートの最晩年で新しいスタイルである「皮肉な社会的テーマと下卑なリアリズムを混交」させて、既に飽きてきていたそれまでの「ギルバート主義」に置き換えて発展させたと結論付けた。この晩年には『H.M.S. Pinafore』と『ミカド』の子供向け版も書いており、ある場合にはリブレットに無かった裏話も加えている。
ギルバートは1907年7月15日に、演劇界への貢献を認められナイトに叙せられた。サリバンもおよそ四半世紀前の1883年に音楽界への貢献でナイトに叙せられていた。しかし、ギルバートは演劇だけでナイトになった初のイギリス人作家であり、それ以前にナイトとなったウィリアム・ダブナントやジョン・バンブラーなどの劇作家は政治など他の貢献で叙せられた者だった。

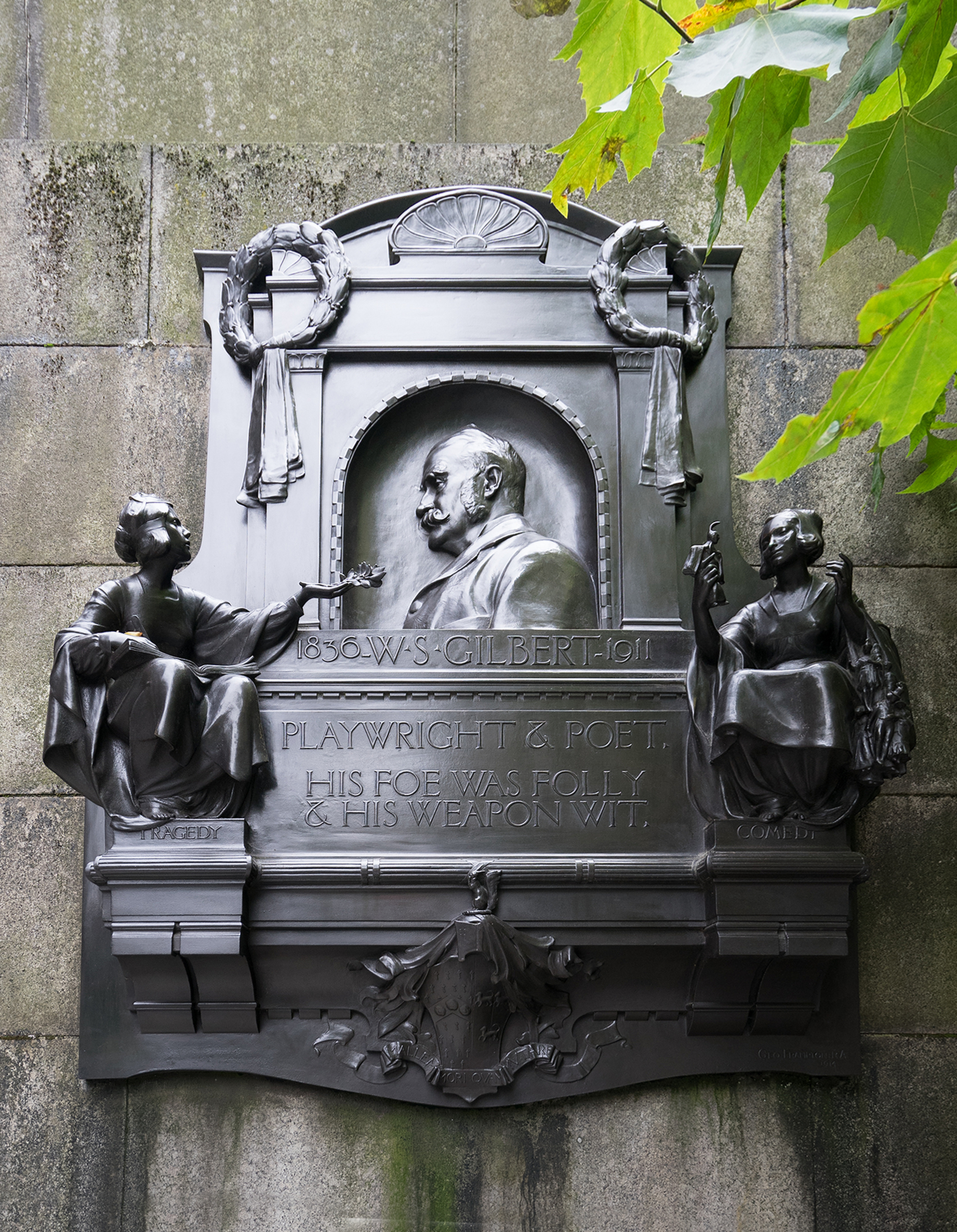
ギルバートの記念碑、ロンドンのビクトリア・エンバークメント

1911年5月29日、ギルバートはウィニフレッド・イザベル・エメリー（1890年-1972年）と、17歳のルビー・プリースという若い女性2人に付いて、自宅のあるグリムズダイクの湖で、水泳を教えようとしていた。このときプリースがその足を踏み外し、助けを求めた。ギルバートが飛び込んで彼女を助けたが、湖の真ん中で心臓まひに襲われ死んだ。ギルバートはゴールダーズ・グリーンで火葬にされ、その遺灰はスタンモアのセントジョン・エバンジェリスト教会に埋められた。ロンドンのテムズ・エンバークメントの南壁にあるギルバート記念碑の碑銘は、「彼の敵は愚かさであり、彼の武器は機知だった」と書かれている。ハロウ・ウィールドのオールセインツ教会に記念盤もある

## 人となり
ギルバートは怒りっぽい人として知られた。この全体的な印象を知っていて「あなたの注意を向けてくれるなら」、『プリンセス・アイダ』に入れた人間不信の歌は風刺的自己指示であり、「私の評判に沿って生活するのが義務だと考える」と主張した。しかし、多くの人々は彼を弁護し、その寛大さを挙げることが多かった。女優のメイ・フォーテスキューは、「彼の親切さは異常だった。雨の夜にリハーサルが遅くまであって、最終バスが行ってしまったとき、彼は少女たちに、可愛かろうとそうで無かろうと、徒歩でトボトボ帰らせる代わりにタクシー代を渡した。...彼は裕福で成功していた時と同じくらいに貧乏な時も大きな心を持っていた。金については他のものより注意を払わなかった。ギルバートは完全無欠な人ではないが、理想の友達だった」と回想していた。
ジャーナリストのフランク・M・ボイドは次のように書いている。
W・S・ギルバート卿ほど自分よりも他人の人格に信を置いているような人は滅多にいないと想像する。...その人を実際に知るようになるまでは多くの人と意見を分かち合うので、彼は粗雑で、付き合いにくい人だったが、真に偉大なユーモアを持った人以外真実でないものはない。彼はむしろ人を寄せ付けない外観だった...また他の賢明な多くの人と同様に、どちらの性にしろ愚か者を利用することはほとんど無かったが、根は親切であり、貴方が会いたいと願える愛すべき人だった

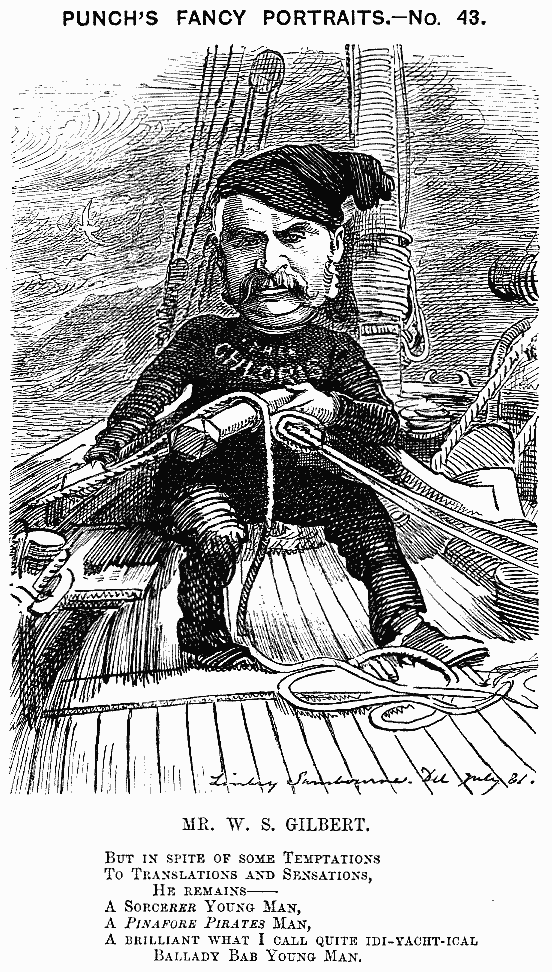
雑誌「パンチの漫画、1881年

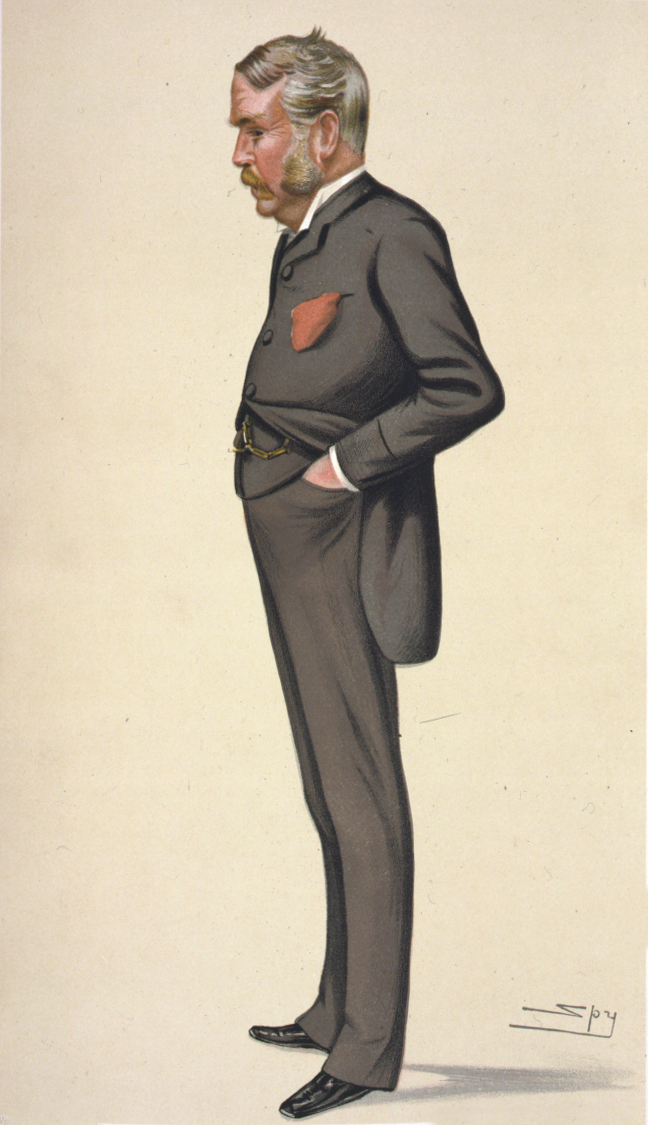
漫画家レスリー・ウォード（筆名スパイ）が描いたギルバート、1880年代

ジェシー・ボンドはギルバートが「短期であり、理不尽なことが多く、邪魔されることに耐えられなかったが、誰もが彼を不親切だと言うならば、私は理解できない。」と記していた。ジョージ・グロススミスは「デイリー・テレグラフ」紙で、ギルバートはリハーサルの時に独裁者だと言われてきたが、「リハーサルで舞台監督の役割を演じるのが実際唯一の彼のやり方だった。事実彼は寛大で親切で真の紳士であり、わたしはこの言葉を最も純粋で元々の意味で使っている」と書いていた。
ギルバートは、サリヴァンと時には創造的な意見の不一致があり、不仲になったことは別にして、その短気が多くの人々との友情を損なうことになった。例えば、昔からの仲間のC・H・ワークマンと『Fallen Fairies』の配役からナンシー・マッキントッシュを外すことについて喧嘩し、ついでに女優のヘンリエッタ・ホドソンと喧嘩している。また、演劇批評家のクレメント・スコットとの友情は辛辣なものに変わった。しかし、ギルバートは異常なくらい親切にもなれた。例えば1904年にスコットが最後の病気を患ったとき、ギルバートは彼のために資金を提供し、ほとんど毎日見舞ってスコットの妻を助けた。その前の16年間はスコットと友達付き合いが無かったにも拘わらずのことだった。同様に、喜劇役者ネッド・サザーンのために幾つかの戯曲を書いていた。しかし、その最後のものである『Foggerty’s Fairy』を演ずるまえにサザーンが死んだ。ギルバートは感謝しているその未亡人から戯曲を買い戻した。
ロンドン社交界のある淑女は次の様に書いていた。
（ギルバートの）機知は天から授かったものであり、レピアのような言葉が一瞬の間に滑り出ていた。彼の心は自然に潔癖で清澄だった。決して自己主張せず、決して結果を求めようとしなかった。彼を実に面白い仲間にした根本的な空想の詩的作品に大きな心を持ち、良く理解を示した。彼の短気についてはよく言われていたが、悪意や陰険さとは全く無縁だった。赤ちゃんのように優しい心を持っていたが、偽善者的な要素は無かった。彼は思ったことをすぐ口に出すのであり、虚栄心を感じる人にはこれが時として不満になったが、洗練された種類の過敏さに対して、誠実で価値ある友人への繋ぎ纏めるものになった。
シーモア・ヒックスとエレーヌ・テリスの夫婦（しばしばギルバートの客になった）がギルバートについて快活に叙述しているように、ギルバートの女性との関係は、概して男性とのものよりうまくいっていた。ジョージ・グロススミスに拠れば、「彼が礼儀正しく親しみやすい紳士であることを知っている人に対しては、上辺だけでない紳士だった」と語っていた。グロススミスとその他多くの者達は、ギルバートが子供たちを楽しませることを如何に愛したか、次のように記していた。
私が重病に罹ったとき、ギルバートは毎日のように来て私の容体を尋ねた。...その間は私を笑いの渦に巻き込ませていた。...しかしギルバートの最良の時は、若者と一緒に居る時だった。自分の子供はいなかったが、子供たちを愛し、子供たちを喜ばせるために最善を尽くした。ある時、私の家で子供たちと会うために、その友人との約束を延期したときほど驚かされたことは無かった。
ギルバートの姪メアリー・カーターは、「...彼は子供たちを大変愛しており、彼らを幸福にするための機会を逃さなかった。...（彼は）最も親切で最も人間性あるおじさんだった。」と確認していた。グロススミスは、ギルバートが「鹿が銃を持ってさえいれば、鹿追いは大変洗練されたスポーツになっただろう」と言ったと引用している。

## 遺産
1957年、雑誌「タイムズ」に載った論評は、「サヴォイ・オペラの継続する活力」について次のように説明していた。
彼らはその慣用句において決して真に当世風ではなかった。...ギルバートとサリヴァンの（世界は）、その最初から明らかに観衆の世界ではなく、人工的な世界であり、しっかりと制御され、流行から取り残されない鋭い正確さがあった。何故なら流動する慣習を使う感覚において、また同時代に人間社会の考え方において、流行に乗ってはいなかったからだった。...ギルバートの筋書における信じがたいことのきっちりとした演出がその言葉によって完全に合っていた。...その会話には取り澄まして嘲るような形式があり、耳と知性の双方を満足させている。その言葉は、詩的な形と平凡な思想や言葉遣いの間の対照によって、喜劇的効果を生み出すために、匹敵するもののない大変デリケートな贈り物を示している。...（その文章が）感情の泡をいかにうまく刺激したことであろうか。ギルバートには多くの模倣者が現れたが、この種のものでは匹敵する者がいなかった。...同じくらい重要さについて...ギルバートの抒情詩は、サリヴァンの音楽と出逢ったときにほとんど何時も特別の点と活気があった。...この2人は共に終わりなくまた比較にならないほど喜びに溢れている。...（オペラは）軽くて、取るに足らないものですらあるが、重い熟考の上にあり、些細なことを芸術作品に変え得る格好の良さと優美さを今も備えている。

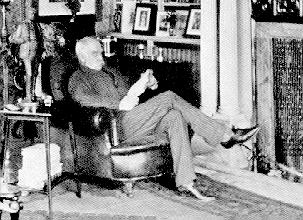
書斎のギルバート

ギルバートの遺産として、ガーリック劇場を建てたことや、サヴォイ・オペラなどその創作から125年以上経たあとも上演され、印刷されている作品群の他に、今日でもアメリカとイギリスのミュージカル劇場に影響力を強く残し続けていることが挙げられる。内容や作品形態の革新性はギルバートとサリヴァンが開発したものであり、ギルバートの演技と舞台監督の理論は、20世紀を通じて現代ミュージカルの発展に直接影響して来た。ギルバートの抒情詩は語呂合わせであると共に、その内は複雑で2ないし3音節の韻を踏んでおり、P・G・ウッドハウス、コール・ポーター、アイラ・ガーシュウィン、およびローレンツ・ハートなど20世紀の作詞家にとってのモデルとなってきた。
ギルバートの英語に与えた影響も注目すべきであり、「警官の群れは幸福なものではない」、「素早く厳しい罰」、「何、一度も無い？それではほとんど無い！」、「犯罪に罰を合させよう」などのフレーズは彼のペンから生まれたものである。さらにギルバートの人生と作品について伝記が書かれ続けている。その作品は演じらるだけでなく、しばしば喜劇の定番、映画、テレビなど大衆メディアで、パロディー化され、模倣され、引用され、物まねの種にされている。
イアン・ブラッドリーは2011年のギルバート死後100周年に関連して次のように書いた。
イギリス文学と戯曲の歴史においてギルバートの適切な位置づけについて多くの議論が行われてきた。彼は基本的にバーレスクの作者、風刺家であるか、あるいはある者が言うように不条理演劇の先駆者だったのか? ...おそらく彼はジョナサン・スウィフトにまで遡る明確なイギリスの風刺の伝統の中に、最もはっきりと立っている。...指導的な風刺劇の主唱者として、また時代の主要な制度と公的人物を昇華させることで、重厚かつ軽妙な皮肉という武器を振りかざして衝撃的な効果を与え、一方自身は確立されたものの中にしっかりと留まり、慈悲も無い攻撃を多く受けた対象に深く秘められた愛情を表明している。今も謎であり続ける組み合わせである。

## 関連図書
- Benford, Harry (1999). The Gilbert & Sullivan Lexicon, 3rd Revised Edition. Ann Arbor, Michigan: The Queensbury Press. ISBN 0-9667916-1-4
- Browne, Edith A. (1907). W. S. Gilbert. London: John Lane company The book is available online here.
- Bradley, Ian (1996). The Complete Annotated Gilbert and Sullivan. Oxford, England: Oxford University Press. ISBN 0-19-816503-X
- Crowther, Andrew (2000). Contradiction Contradicted–The Plays of W. S. Gilbert. Associated University Presses. ISBN 0-8386-3839-2
- Gilbert, W. S. (1969). Edited and with an Introduction by Jane W. Stedman.. ed. Gilbert Before Sullivan–Six Comic Plays by W. S. Gilbert. Chicago: The University of Chicago Press
- Gilbert, W. S. (1932). Deems Taylor, ed.. ed. Plays and Poems of W. S. Gilbert. New York: Random House
- Gilbert, W. S. (1976). The Complete Plays of Gilbert and Sullivan. New York: W. W. Norton and Company
- Gilbert, W. S. (1994). The Savoy Operas. Hertfordshire, England: Wordsworth Editions Ltd. ISBN 1-85326-313-3
- McIntosh, Nancy. "The Late Sir W.S. Gilbert's Pets" in the W. S. Gilbert Society Journal, Brian Jones, ed. Vol. 2 No. 18: Winter 2005 (reprinted from Country Life, 3 June 1911), pp. 548–56